# Pablo Schreiber

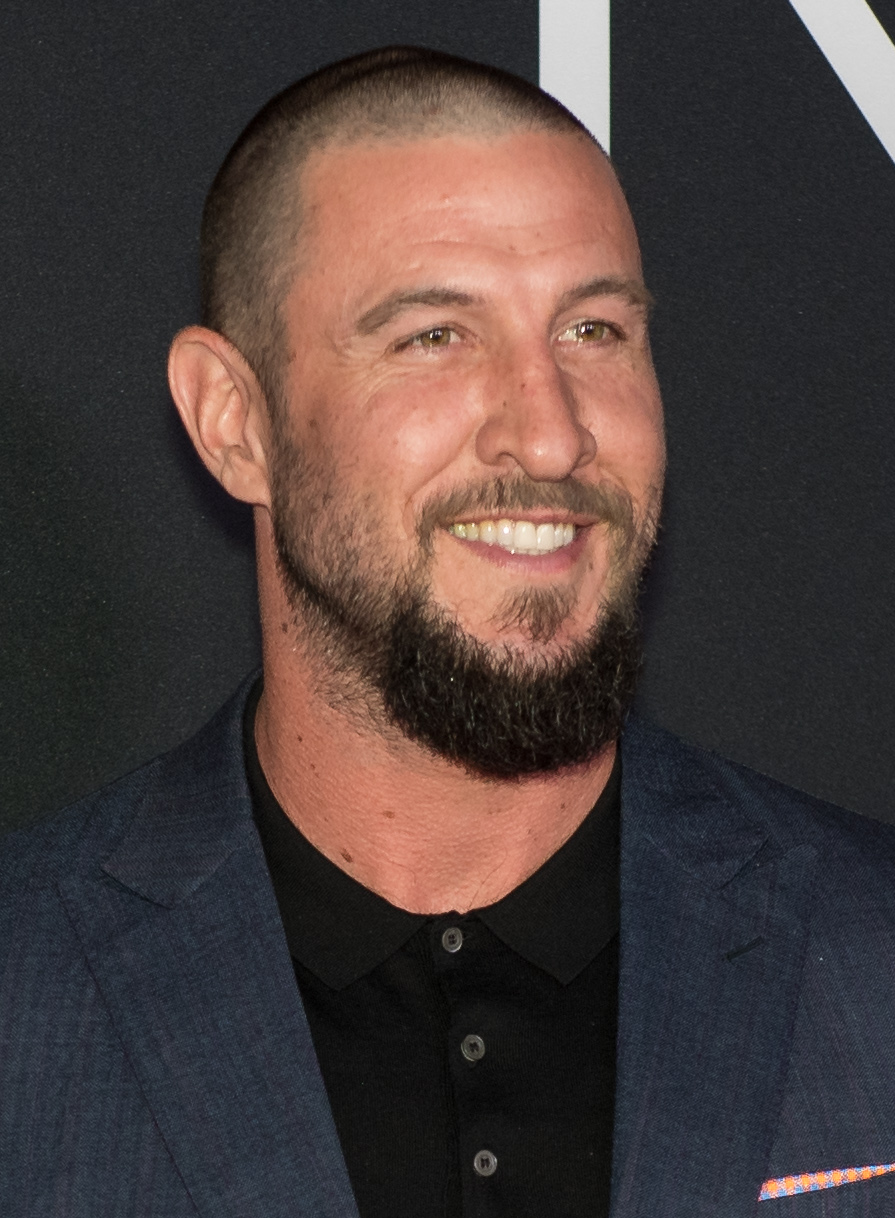
Pablo Schreiber (2018)

Pablo Tell Schreiber  (* 26. April 1978 in Ymir, British Columbia) ist ein kanadischer Schauspieler. Er ist der Halbbruder des Schauspielers Liev Schreiber.

## Leben
Schreiber wurde in einer kanadischen Hippie-Kommune geboren. Seine Eltern sind die Psychotherapeutin Lorraine Reaveley und der Schauspieler Tell Schreiber, der auch Vater von Liev Schreiber ist. Er ist nach dem chilenischen Schriftsteller Pablo Neruda benannt. Seine Eltern trennten sich, als er 12 Jahre alt war, woraufhin er mit seinem Vater nach Seattle in den US-Bundesstaat Washington zog.
Seinen Abschluss in Theaterwissenschaften machte er im Jahr 2000 an der Carnegie Mellon University. Seit 2001 tritt er als Film- und Fernsehschauspieler in Erscheinung. Seine erste größere Rolle hatte er ab dem Jahr 2003 als Nick Sobotka in der Fernsehserie The Wire. Von 2013 bis 2015 war er in der Netflix-Fernsehserie Orange Is the New Black als George „Pornstache“ Mendez zu sehen. Ab 2022 spielt er in der Paramount+-Serie Halo, die auf der gleichnamigen Spieleserie basiert, die Hauptrolle als Master Chief John-117.
Parallel tritt Schreiber auch am Theater auf. Seine Darstellung des Ralph Berger in Clifford Odets Bühnenstück Awake and Sing! brachte ihm beim Tony Awards 2006 eine Nominierung in der Kategorie Bester Nebendarsteller ein. Bei den Drama Desk Awards 2009 wurde er in der Kategorie Outstanding Featured Actor in a Play für seine Leistung im Stück reasons to be pretty ausgezeichnet.

## Filmografie (Auswahl)
- 2001: Bubble Boy
- 2003: The Mudge Boy
- 2003, 2008: The Wire (Fernsehserie, 13 Episoden)
- 2004: Der Manchurian Kandidat (The Manchurian Candidate)
- 2004: Invitation to a Suicide
- 2005: Dogtown Boys
- 2005: Fesseln der Tiefe (Into the Fire, Fernsehfilm)
- 2005, 2007: Criminal Intent – Verbrechen im Visier (Law & Order: Criminal Intent, Fernsehserie, 2 Episoden)
- 2006, 2008: Law & Order (Fernsehserie, 2 Episoden)
- 2007, 2013–2014: Law & Order: Special Victims Unit (Fernsehserie, 9 Episoden)
- 2008: Quid Pro Quo
- 2008: Dirt (Fernsehserie, 3 Episoden)
- 2008: Vicky Cristina Barcelona
- 2008: Das Lächeln der Sterne (Nights in Rodanthe)
- 2008: Favorite Son
- 2009: Breaking Upwards
- 2009: Das schwarze Herz (Tell-Tale)
- 2010: HappyThankYouMorePlease (happythankyoumoreplease)
- 2011: Lights Out (Fernsehserie, 13 Episoden)
- 2011–2012: A Gifted Man (Fernsehserie, 16 Episoden)
- 2011–2012: Weeds – Kleine Deals unter Nachbarn (Weeds, Fernsehserie, 9 Episoden)
- 2012: Before the War – Allegiance (Recalled)
- 2012: Person of Interest (Fernsehserie, Episode 1x20)
- 2013: Ironside (Fernsehserie, 7 Episoden)
- 2013: Muhammad Alis größter Kampf (Muhammad Ali's Greatest Fight)
- 2013–2015, 2017, 2019: Orange Is the New Black (Fernsehserie, 19 Episoden)
- 2014: White Collar (Fernsehserie, Episode 4x15)
- 2014: Preservation
- 2014: Fort Bliss
- 2014: After
- 2015: The Brink – Die Welt am Abgrund (The Brink, Fernsehserie, 10 Episoden)
- 2016: 13 Hours: The Secret Soldiers of Benghazi (13 Hours)
- 2017–2019: American Gods (Fernsehserie)
- 2018: Criminal Squad (Den of Thieves)
- 2018: Skyscraper
- 2018: Aufbruch zum Mond (First Man)
- 2019: The Devil Has a Name
- 2020: Lorelei
- 2020: Verschwiegen (Defending Jacob, Fernsehserie, 8 Episoden)
- 2022: The King’s Daughter
- 2022: Candy: Tod in Texas (Miniserie)
- 2022–2024: Halo (Fernsehserie)

## Theater (Auswahl)
- 2004: SIN (A Cardinal Deposed) (Harold Clurman Theater, New York)
- 2005: Manuscript (Daryl Roth Theatre, New York)
- 2005: Mr. Marmalade (Laura Pels Theatre, New York)
- 2006: Awake and Sing! (Belasco Theatre, New York)
- 2007: Dying City (Mitzi E. Newhouse Theater, New York)
- 2008: reasons to be pretty (Lucille Lortel Theatre, New York)
- 2009: Desire Under the Elms (St. James Theatre, New York)
- 2011: Gruesome Playground Injuries (Second Stage Theatre, New York)